# Zaruma
Zaruma – miasto w Ekwadorze, w prowincji El Oro, stolica kantonu Zaruma.

## Linki zewnętrzne

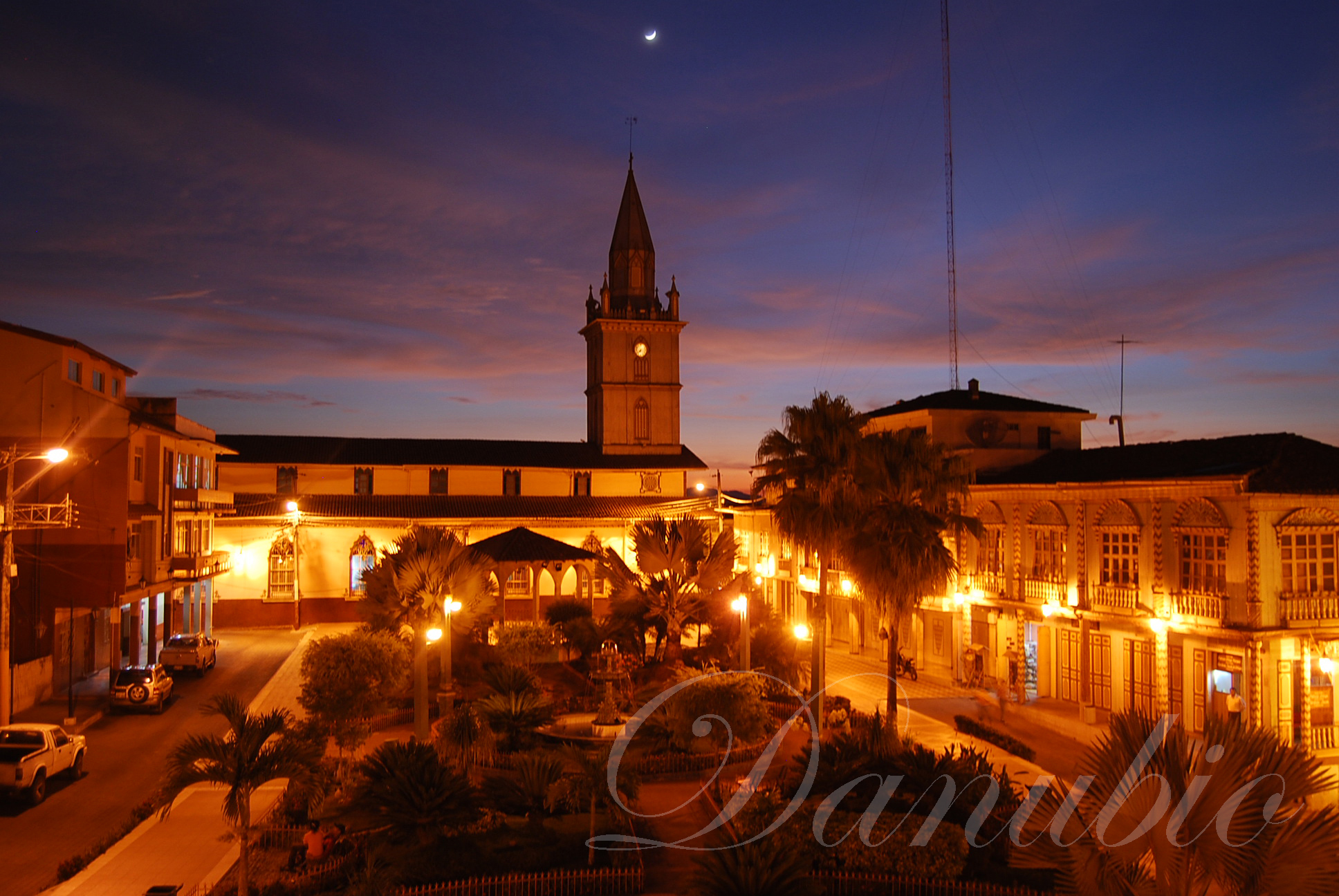
Plaza de la Independencia w Zaruma

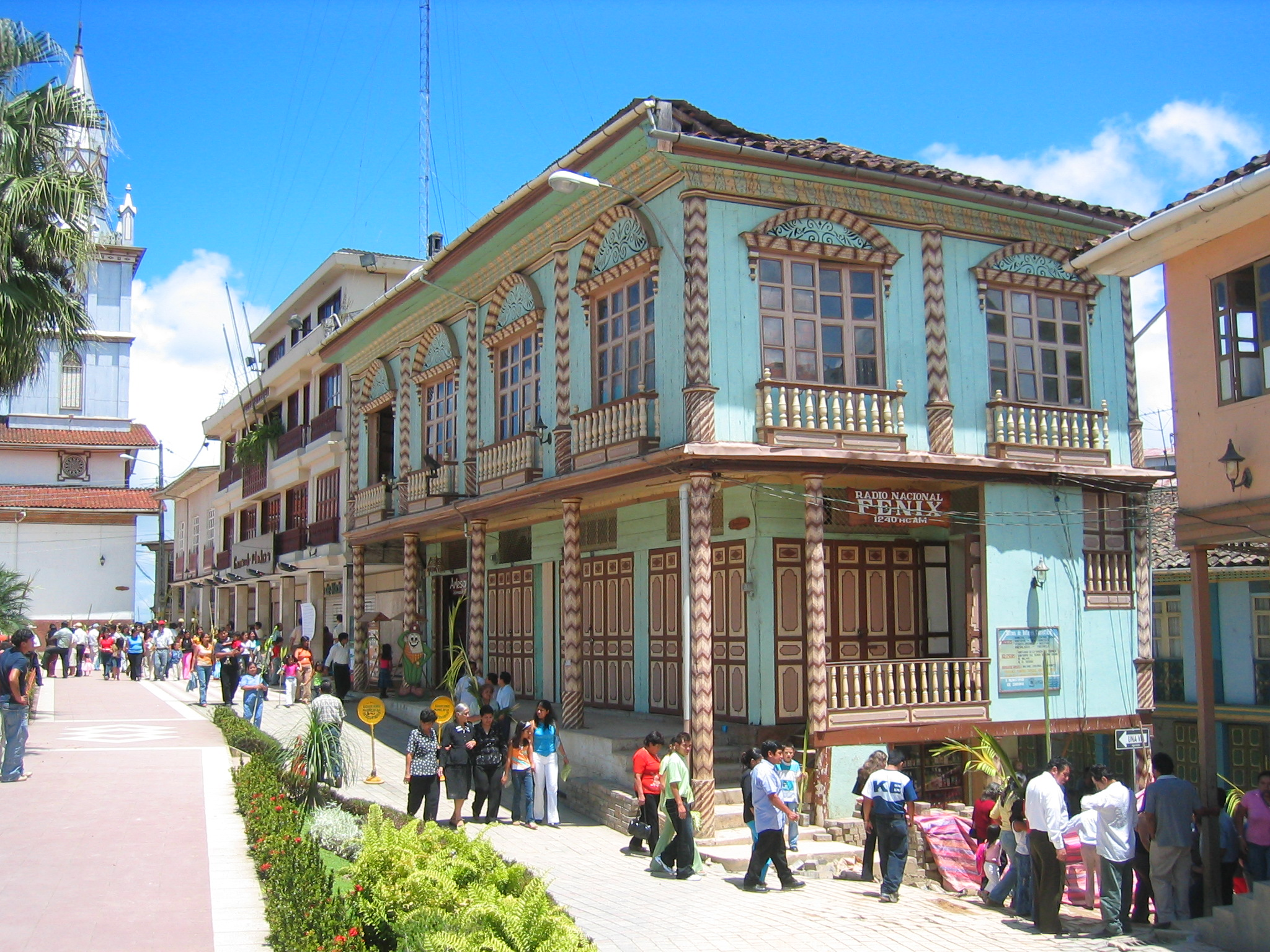
Centrum Zaruma